# Скворок Микола Іванович
Микола Іванович Скворок (23 січня 1927, хутір Уборки, тепер село Куликівського району Чернігівської області — 13 березня 1997, село Новомиколаївка Токмацького району Запорізької області) — український радянський діяч, новатор сільськогосподарського виробництва, комбайнер Молочанської МТС та колгоспу імені Гастелло (імені ХХІ з'їзду КПРС) Великотокмацького (Токмацького) району Запорізької області. Депутат Верховної Ради УРСР 5-го скликання. Герой Соціалістичної Праці (26.02.1958).

## Біографія
Народився в селянській родині. Закінчив курси механізаторів.
До 1958 року — комбайнер Молочанської машинно-тракторної станції (МТС) Великотокмацького (Токмацького) району Запорізької області.
У 1958—1959 роках — комбайнер колгоспу імені Гастелло села Новомиколаївки Великотокмацького (Токмацького) району Запорізької області. З 1959 року — комбайнер, тракторист, бригадир тракторної бригади колгоспу імені ХХІ з'їзду КПРС села Новомиколаївки Великотокмацького (Токмацького) району Запорізької області.
Член КПРС.
Потім — на пенсії у селі Новомиколаївці Токмацького району Запорізької області.

## Нагороди
- Герой Соціалістичної Праці (26.02.1958)
- орден Леніна (26.02.1958)
- медалі